# Réseau F2 (Résistance)
Pour les articles homonymes, voir F2.
Le Réseau F, appelé plus tard F2, (en polonais Ekspozytura Francja), est l'un des premiers réseaux de Résistance apparu en France pendant la Seconde guerre mondiale. 
Franco-polonais, il fut créé en juillet 1940 à l'initiative du gouvernement polonais en exil à Londres qui organisa, arma et finança des réseaux clandestins polonais dans tous les pays occupés où existaient des concentrations de Polonais, notamment en France et dans les colonies françaises. D'autres réseaux de résistants polonais en France durant la seconde guerre mondiale sont apparus, certains sans le gouvernement polonais en exil à Londres.
Le Réseau F2 était doté d'une organisation militaire au fonctionnement rigoureux et sous le commandement exclusif d'officiers polonais. Doté également de ses propres moyens radio, il fut la première et la plus importante (numériquement) organisation de résistance à exercer son activité clandestine sur le sol français. Grâce à la compétence de ses cadres et de son organisation, il fonctionna avec efficacité durant toute la durée du conflit. Les grands coups de boutoir de la police de Vichy et de celle des Allemands ne réussirent pas à l'anéantir. À la Libération, la F2 fut intégrée, avec tous ses moyens, dans la structure des Services Spéciaux de la France libre.

## Histoire
La création de cette organisation remonte à juillet 1940 à Toulouse où se trouve le centre de démobilisation des forces polonaises ayant combattu avec l'armée française après l'invasion de la Pologne en 1939. À ses débuts, c'est également une filière d'évasion pour les Polonais voulant continuer la lutte aux côtés des Britanniques, et ce sont trois commandants polonais, anciens des Services secrets polonais, qui commencent à monter ce réseau : les commandants Wincenty Zarembski (Tudor), Mieczysław Słowikowski (Rygor) et Roman Czerniawski (Armand). De leur propre initiative, ils commencent à recruter des patriotes français et polonais, puis à structurer une petite organisation de résistance en zone libre. 

### Contexte
Le chef des forces armées polonaises et chef du gouvernement polonais en exil, le général Władysław Sikorski n'accepte pas la capitulation française qui veut englober les troupes polonaises et refuse d'obéir aux ordres de l'état major français. Le 17 juin 1940, il rencontre le Maréchal Pétain pour l'informer de son refus de déposer les armes et lui demande l'aide de la marine française pour évacuer l'Armée polonaise vers la Grande-Bretagne. Non seulement, le Maréchal ne la lui accorde pas, mais de plus, l’évacuation des Polonais, qui s'organise alors avec l'aide des Britanniques à partir de Libourne, est entravée par les autorités françaises. Les gendarmes français désarment les soldats polonais qui veulent rejoindre Bordeaux et le général Stanisław Maczek est même convoqué devant un tribunal militaire. Le dernier bateau polonais quitte le port de Saint-Jean-de-Luz le 25 juin 1940, trois jours après la signature de l'armistice, mais cette opération ne réussit à évacuer que 20 000 sur 80 000 soldats polonais présents sur le sol français. 
Mandaté par Sikorski, le général Juliusz Kleeberg participe alors aux commissions de démobilisation des militaires polonais par les autorités françaises à Vichy qui doivent rendre ces soldats à la vie civile. À cet effet, des centres sont installés à Lyon, Marseille et Toulouse. Cependant les soldats polonais qui n'ont pas de domicile en France sont intégrés dans des compagnies de travailleurs étrangers et la police française arrête ceux qui cherchent à rejoindre Londres et les enferment dans le camp de Septfons dans le Tarn-et-Garonne.  
Kleeberg est également nommé par le général Sikorski comme chef des "Forces Armées Polonaises en France" et le colonel Józef Jaklicz est son adjoint. Les deux hommes, munis de passeports diplomatiques d'attachés militaires auprès de l’Ambassade de Pologne qui s'est repliée à Vichy, coordonnent la logistique et fournissent les moyens financiers aux soldats pour les aider à quitter la France. Józef Jaklicz se charge également de l'instruction militaire dans les camps de travail.

### Implantation du Réseau F
En juillet 1940, les Britanniques ne possèdent plus aucune structure de renseignement en France puisqu'elles ont été rembarquées en Grande-Bretagne dans le reflux de la débâcle française. Dans ce contexte et face à la menace de l'invasion des îles britanniques par les Allemands, la proposition du Deuxième Bureau polonais reconstitué à Londres, qui dispose des hommes en France prêts à fournir du renseignement militaire, est accueillie très chaleureusement par le gouvernement de Winston Churchill. Le 20 juillet 1940, le général Frederick Beaumont-Nesbitt et le colonel Leon Mitkiewicz-Żołłtek discutent des modalités de la collaboration des deux gouvernements dans ce domaine, et dès le mois d'août 1940, les responsables du SR polonais de Londres dépêchent en France plusieurs officiers de leur service. Sous couvert de passeports diplomatiques, ces émissaires se rendent dans les consulats polonais de Marseille et de Toulouse pour remettre officiellement le commandement d'organisations clandestines de renseignement à des officiers polonais sur place. Ils leur apportent également des fonds, des codes radio ainsi que des procédures de cryptage des messages.   
Des filières d'évacuation vers l'Espagne et l'Afrique du Nord sont organisées à partir de Toulouse et dirigés de Marseille par Mieczysław Słowikowski (Rygor) alors que l'organisation du réseau du renseignement est confié à Wincenty Zarembski (Tudor). Ce dernier installe sa centrale à Marseille où il est bientôt rejoint par le major Korwin-Szymanowski (Rab). Leur supérieur, le général Kleeberg (André), leur remet un poste radio émetteur et bientôt deux opérateurs radio polonais renforcent l'équipe. Ainsi, la première liaison radio clandestine avec Londres est établie le 15 septembre 1940. La centrale radio polonaise à Londres est gérée par le SR polonais et elle est indépendante du commandement britannique (alors que les réseaux BCRA communiqueront plus tard par la centrale radio britannique)
Très tôt, les dirigeants du réseau font appel à des résistants français. Le cloisonnement inhérent à l'activité clandestine ayant bien opéré, certains résistants français ne découvriront qu'à la Libération qu'ils ont travaillé dans un réseau polonais. À son début, l'organisation polonaise est vite rejointe par de premiers résistants français dont Gilbert Devèze, Henri Gorce, Pierre Fraysse, Georges Benoit, Marthe Viennot, Raymond Camille, Yvonne Valbousquet et Philippe Autier (ce dernier créera en octobre 1940 son propre réseau Étoile). Quand les Allemands se rendent compte de l'activité parallèle menée par les cellules diplomatiques polonaises, ils font pression sur Vichy qui procède en octobre 1940 à la fermeture de l'ambassade de Pologne et de ses consulats. Désormais, le financement de l'organisation est acheminé de Londres par l'Espagne.   
Wincenty Zarembski confie la direction de la cellule de Toulouse (PO1) à son adjoint Stefan Korwin-Szymanowski (Rab) et celle de Lyon (PO2) au capitaine Kamieński (Franta). À la tête du secteur Aviation, Zarembski met le capitaine Roman Czerniawski (Armand). Elle surveille l'industrie aéronautique, ainsi que les aérodromes militaires de la zone sud, puis aussi ceux de la zone occupée. Les informations de cette cellule, en pleine période de la Bataille d'Angleterre, sont particulièrement précieuses.

### Déploiement du Réseau sur le territoire français
En novembre 1940, Zarembski confie à Roman Czerniawski la mission d'implanter et de développer le réseau en zone occupée, à Paris. Sa cellule Aviation est reprise alors par Włodzimierz Krzyżanowski (Panhard). Au cours du premier trimestre 1941, le réseau Marine de Tadeusz Jekiel (Doctor), installé à Nice et spécialisé dans les renseignements marins et la défense côtière, est incorporé au réseau de Zarembski. Tadeusz Jekiel est envoyé en mission en Afrique du Nord où il part en août 1941 pour y organiser un réseau analogue (Réseau Afrique, dont les renseignements seront très utiles pour l'organisation du débarquement des Alliés de 1942). C'est Leon Śliwiński (Jean-Bol) qui prend sa place à la tête du réseau Marine.
En avril 1941, Zarembski crée à Marseille un nouveau secteur qu'il confie à Krzyżanowski (Panhard) qui contrôle déjà le secteur de Lyon. Zarembski organise aussi une cellule de renseignements à Vichy. Il la confie au journaliste Wincenty Łubieński (Lak) qui travaille en étroite liaison avec Stanisław Zabiełło (Pierre), ancien attaché militaire à Paris et directeur des Offices polonais qui tient lieu d'Ambassade et s'occupe de la protection des ressortissants polonais en France. En septembre 1941, Zygmunt Wilkowski (Orient) parachuté clandestinement en zone libre, prend en change le secteur de Lyon, en remplacement du capitaine Kamieński "grillé" par la police de Vichy et qu'il faut évacuer de France. 
Au cours du dernier trimestre de 1941, les réseaux polonais animés par Zarembski, Władysław Potocki (Calixte) à Vichy et Roman Czerniawski à Paris, connaissent une cascade d'arrestations. Les deux secteurs marseillais de Zarembski, animés par Krzyżanowski et Śliwiński sont également durement touchés. Zarembski réussit néanmoins à sauvegarder l'essentiel de son organisation. C'est la chute du réseau Famille-Interallié de Roman Czerniawski qui le contraint, après 17 mois de combat clandestin, de prendre le maquis. La Centrale de Londres lui ordonne, le 31 décembre 1941, de cesser toute activité et l'évacue avec sa femme à Londres. Le réseau de Roman Czerniawski est démantelé, tout comme le réseau de Władysław Potocki à Vichy. Bien que 75 membres du réseau soient arrêtés et 75 cessent leur activité, Zarembski lègue à son successeur, Marian Romeyko (Mak), 343 combattants (dont 99 sont polonais) fort expérimentés. À la même époque aussi, en novembre 1941, le gouvernement de Vichy, sous la pression allemande, supprime les Offices polonais et les remplace par les Bureaux d’Administration des Polonais (BAP) relevant directement des autorités de Vichy.  
Informé au début du mois de novembre 1942 de la possibilité d'une invasion de la zone libre par les Allemands, le colonel Romeyko, le nouveau chef du Réseau-F interrompt l'activité de l'organisation. Cependant, deux opérations conjointes germano-italiennes arrêtent une trentaine de personnes du réseau dont Leon Śliwiński. Vers la fin de 1942, le gouvernement polonais de Londres ordonne une évacuation en masse des soldats par les Pyrénées, mais elle ne réussit que partiellement et beaucoup de Polonais sont internés en Espagne dans le tristement célèbre camp Miranda del Ebro. Activement recherché par la Gestapo qui a déjà arrêté et déporté au camp de concentration de Buchenwald Stanisław Zabiełło, le général Kleeberg, chef des forces armées polonaises en France, quitte le pays. Le colonel Józef Jaklicz devient commandant en chef à sa place, celui-ci sera ensuite remplacé en mai 1944 par le lieutenant-colonel Kazimierz Gaberle.

### La réorganisation et la naissance du Réseau F2
En janvier 1943, l'organisation polonaise reprend ses activités sous l'appellation de Réseau F2 et sous le commandement du major Zdzisław Piątkiewicz (Biz) qui la restructure. Il divise le territoire française en quatre zones et dans chaque zone installe un sous-réseau qui a pour mission la couverture totale du territoire assigné. Son chef adjoint, qui opère depuis Lyon, est Wincenty Jordan-Rozwadowski (Pascal).    
- Ainsi, le sous-réseau Anne (la région méditerranéenne) est confié d'abord à Gilbert Foury (Edwin)[15], puis à partir de mai 1943 à Jacques Trolley de Prévaux (Vox),
- le sous-réseau Madeleine (Sud-Est) est dirigé par Zygmunt Morawski (Lao),
- le sous-réseau Cécile (l'ancienne zone occupée) est placé à partir de mai 1943 sous Gilbert Foury (Edwin)
- le sous-réseau Félicie, puis Marie (Sud-Ouest) est commandé par Gustaw Firla (Benz) fusillé le 2 décembre 1943 au Mont-Valérien[16], puis par Stanisław Lasocki (Los).

Au vu de l'hécatombe subie par les Polonais, plus vulnérables en tant qu'étrangers et plus facilement repérables par la police de Vichy et l'Abwehr, il est également décidé d'engager désormais seulement des Français.   
Le réseau F2 croît et restera pérenne jusqu'à la libération totale de la France. Après le débarquement des Alliés en Afrique du Nord et la victoire de Stalingrad qui marque le tournant de la guerre, les Français entrent en nombre dans le réseau. En 1944, les effectifs du réseau franco-polonais F2 s’élèvent à 2 800 agents et ses principaux sous secteurs se nomment : État-Major et Centrale, Anne, Azur, Rab, Sud-Est, Sud-Ouest, Métro (ex. Cécile) et Transmissions.   

## Effectifs
Le nombre total des combattants répertoriés à la fin de la guerre est de 2 658, dont seulement 2 513 ont été "homologués". Les Polonais représentent en décembre 1940, 41% des agents combattants (sur 162 membres 95 sont Français) et 12% en juin 1944. Le réseau a perdu 919 combattants, internés, déportés ou morts en cours d'action.
Il convient aussi de noter que 23% des membres du réseau étaient des femmes.
À la Libération, puisque le gouvernement polonais en exil n'est plus reconnu par la France, le réseau F2 est intégralement repris (effectifs, matériels, documents et archives) par les services spéciaux de la France Libre. 
Cependant de nombreux Français sont déçus d’apprendre que le réseau dans lequel ils se sont battus est polonais. À l’époque du triomphe des réseaux de la France Libre, cette appartenance ne leur semble pas très gratifiante et en dépit du drame de Varsovie qui se bat encore, chacun pressent que la Pologne ne fera pas partie du camp des vainqueurs. L’opinion publique française en général et la Résistance en particulier, est favorable aux thèses de l'Union soviétique concernant le devenir politique et frontalier de la future Pologne.

## Actions
Un hommage explicite est rendu à l’action de ces combattants français par Charles de Gaulle à la radio d’Alger les 16 et 22 novembre 1943 : « Message pour Jaquette, Vox, Ire, Magotte, Xagerdine, Carcial, Lorette, Colobatte et pour leurs collaborateurs ; La France sait que vous travaillez pour elle et vous remercie ». Il s'agit entre autres de l’amiral Trolley de Prévaux (Vox), Jérôme Stroweis et de Lucien Duval (Carcial).
Le réseau F2 a assuré plusieurs missions au cours du conflit :
- Service du renseignement militaire en liaison avec les services de renseignement alliés ;

Le lieutenant-colonel Bernard Chaudé (Grégoire) a écrit après la guerre que les Polonais « avaient été les seuls, pendant longtemps, à pouvoir renseigner les Alliés sur l'implantation de l'armée allemande en France… Ceux des Français qui s’étaient dressés les premiers contre les Allemands n’avaient pu communiquer avec Londres qu’au moyen de l’infrastructure clandestine déjà établie par les Polonais… Ainsi une poignée de Polonais héroïques avaient rendu des services immenses. Ils avaient été longtemps la seule antenne du monde libre dans toute cette Europe submergée par la vague brune. Ils avaient été, en quelque sorte, les catalyseurs de la Résistance française. »
- Evacuation des résistants vers le Royaume-Uni.

Grâce à l’action de l’évacuation, effectuée dans les années 1940–1944, environ 3 500 soldats furent évacués, y compris une centaine d’aviateurs anglais et américains. Tout au long de son activité, le réseau polonais apporta son aide à l’évacuation des Résistants français en assurant la logistique d’une liaison maritime clandestine entre la côte méditerranéenne et Gibraltar, assurée par la marine de guerre polonaise et commandé par les lieutenants Jan Buchowski et Marian Kadulski. De nombreux résistants français sont ainsi acheminés par les felouques polonaises sur Gibraltar puis Londres : Henri Frenay, Emmanuel d'Astier de La Vigerie, Gilberte Brossolette, Louis et Suzon Vallon, Jean Moulin, le major Fourcaud. Les itinéraires de passage à travers la frontière franco-espagnole, profitent non seulement aux Polonais, mais aussi aux Français et aux aviateurs Britanniques et Américains, abattus au-dessus du territoire français ou belge. Rien que pendant seize mois, en 1943-44, on fait passer la frontière espagnole à environ 1 300 hommes.

## Hommage
Une plaque sur le mur du Souvenir polonais du cimetière des Champeaux à Montmorency, rend hommage aux résistants du réseau de renseignement franco-polonais F2.